# Alainites sadati
Alainites sadati is een haft uit de familie Baetidae. De wetenschappelijke naam van de soort is voor het eerst geldig gepubliceerd in 1994 door Thomas.
De soort komt voor in het Palearctisch gebied.